# Irene Lascarina
Irene Lascarina (em grego: Ειρήνη Λασκαρίνα; romaniz.: Eirēnē Laskarina) foi uma imperatriz-consorte de Niceia, primeira esposa do imperador João III Ducas Vatatzes, entre o final de 1221 e 1239. Era filha do imperador Teodoro I Láscaris e de Ana Angelina. Os seus avós maternos eram o imperador Aleixo III Ângelo e Eufrósine Ducena Camaterina. Sua irmã, Maria Lascarina, casou-se com o rei Bela IV da Hungria.
Irene casou-se em primeiras núpcias com o general Andrónico Paleólogo, e depois da morte deste tornou-se a esposa do sucessor designado de Teodoro, João III Ducas Vatatzes, em 1212. Com João III teve um filho, o futuro imperador Teodoro II Láscaris. Depois do nascimento de João, Irene caiu do cavalo, ficando de tal modo ferida que deixou de poder ter filhos. Foi viver para um convento, adotando o nome monástico de Eugênia, e aí morreu em 1239, quinze anos antes do marido.
Irene foi muito louvada pelos cronistas pela sua modéstia e prudência, e dizia-se dela que melhorara em muito a moralidade no Império através do seu exemplo.